# Šaronje (Tutin)
Šaronje (Servisch cyrillisch Шароње) is een plaats in de Servische gemeente Tutin. De plaats telt 231 inwoners (2002).